# Oxytropis arctica
Oxytropis arctica är en ärtväxtart som beskrevs av Robert Brown. Oxytropis arctica ingår i släktet klovedlar, och familjen ärtväxter. Inga underarter finns listade i Catalogue of Life.